# Повидиш Микола Андріянович
Микола Андріянович Повидиш — радянський військовослужбовець, учасник німецько-радянської війни.

## Біографія
Народився 3 листопада 1914 року у селі Карабутове тепер Конотопського району.
На службі в Червоній армії з 29 січня 1936 року. Учасник боїв за Сталінград та Варшаву. Звільнений з військової служби 2 жовтня 1957 року.

## Нагороди
- Два Ордени Червоної Зірки
- Два Ордени Вітчизняної війни II ступеня
- Два Ордени Вітчизняної війни I ступеня
- Орден Червоного Прапора